# インディラ・ラディッチ
インディラ・ラディッチ (セルビア語: Индира Радић、ラテン文字表記: Indira Radić, 1966年6月14日 - ）は、ユーゴスラビア社会主義連邦共和国、ボスニア・ヘルツェゴビナ社会主義共和国、バニャ・ルカ（現ボスニア・ヘルツェゴビナ共和国、スルプスカ共和国、バニャ・ルカ）出身のポップ・フォーク歌手。民族的セルビア人。

## 人物
ラディッチの曲は旧ユーゴスラビア諸国やブルガリアなどのバルカン半島諸国で大変人気となり、同地域内の多くの人気歌手たちが彼女の曲をそれぞれの自国語でカバーしている。イヴァナとの相性の良さは良く知られており、多くの曲がカバーされ、また共演もしている。

## アルバム
- Nagrada i kazna （1992年）
- Zbog tebe （1993年）
- Ugasi me （1994年）
- Idi iz života moga （1995年）
- Krug （1996年）
- Izdajnik （1997年）
- Voliš li me ti （1998年）
- Milenijum （2000年）
- Gde ćemo večeras （2001年）
- Pocrnela burma （2002年）
- Zmaj（2004年）
- Ljubav kad prestane （2005年）
- Lepo se provedi （2007年）

## ビデオ
- Ivana & Indira: Zvezdi na scenata （2枚組DVD, 2005年）

## 主な共演
- DJ Ecstasy feat. Indira & Ivana: Za pedest godina （2007年）
- DJ Runner feat. Indira Radic: Nocni Program